# Sucidava
Sucidava, ou Sucivida (em grego: Συκίβιδα; romaniz.: Sukívida) segundo Procópio de Cesareia, foi um sítio histórico dácio e daco-romano situado a 3 quilômetros a leste da moderna cidade de Corabia, na Romênia, na margem esquerda do Danúbio. Defrontou Esco (Palacíolo), situada na margem direita do mesmo rio.

## História
Sucidava foi dominada pelos romanos após o imperador Aureliano (r. 270–275) libertar a Dácia dos bárbaros invasores. Seu registro numismático apresenta uma série ininterrupta de Aureliano a Teodósio II (r. 408–450). Sob Constantino, a cidadela foi restaurada, a fortaleza foi conectada a Esco por uma ponte de pedra (328) e a estrada entre Sucidava e Rômula foi reparada. Segundo uma inscrição pertencente ao reinado de Diocleciano (r. 284–305) ou Constantino, ela abrigou um prefeito da Quinta Legião Macedônica e o historiador Cristian Găzdac considera a possibilidade de a 3ª e 4ª coortes estarem aquarteladas ali.
Em meados do século V (442 ou 447), sofreu ataques dos hunos[a] mas foi restaurada, provavelmente por Justino I (r. 518–527), cujas moedas são encontradas em grande quantidade na área, ou Justiniano (r. 527–565) segundo a novela 11. Uma basílica cristã foi construída no século VI e uma fonte foi cavada. Em ca. 600 a guarnição bizantina deixou Sucidava.
A historiografia se divide para determinar seu estatuto. Segundo alguns autores, poderia ter sido um vico ou pago, enquanto outros, utilizando resultados de prospecções arqueológicas, consideram que foi um assentamento urbano. Sucidava situava-se no fim de uma rota comercial e era ponto de trânsito entre as províncias da Dácia e Mésia. A cerâmica inclui formas autóctones e importadas da região do mar Egeu, Ásia Menor e norte da África e também foram encontrados placas de chumbo, indicando a presença de oficinas para fabricação de objetos metálicos.